# Eclipse (album, Journey)
Eclipse (na obalu alba ECL1P53) je čtrnácté studiové album skupiny Journey. Jedná se o druhé album s filipínským zpěvákem Arnelem Pinedou. Album vyšlo v USA a Kanadě 24. května 2011, celosvětově potom 27. května 2011.

## Seznam skladeb
| Pořadí         | Název                  | Autor                             | Délka |
| -------------- | ---------------------- | --------------------------------- | ----- |
| 1.             | City of Hope           | Schon, Cain                       | 6:02  |
| 2.             | Edge of the Moment     | Schon, Cain                       | 5:27  |
| 3.             | Chain of Love          | Schon, Cain                       | 6:10  |
| 4.             | Tantra                 | Schon, Cain                       | 6:27  |
| 5.             | Anything Is Possible   | Schon, Cain                       | 5:21  |
| 6.             | Resonate               | Schon, Cain                       | 5:11  |
| 7.             | She's a Mystery        | Schon, Cain, A. Pineda            | 6:41  |
| 8.             | Human Feel             | Schon, Cain                       | 6:44  |
| 9.             | Ritual                 | Schon, Cain                       | 4:57  |
| 10.            | To Whom It May Concern | Schon, Cain, A. Pineda, E. Pineda | 5:15  |
| 11.            | Someone                | Schon, Cain                       | 4:35  |
| 12.            | Venus (instrumentální) | Schon                             | 3:34  |
| Celková délka: | Celková délka:         | Celková délka:                    | 66:20 |

## Sestava
- Arnel Pineda – zpěv
- Neal Schon – sólová kytara, doprovodný zpěv
- Jonathan Cain – rytmická kytara, klávesy, doprovodný zpěv
- Ross Valory – basová kytara, doprovodný zpěv
- Deen Castronovo – bicí, perkuse, doprovodný zpěv